# Blok Opozycyjny
Blok Opozycyjny (ukr. Опозиційний Блок) – ukraińska partia polityczna o profilu prorosyjskim, powołana jako skupiające przeciwników Euromajdanu ugrupowanie wyborcze na potrzeby wyborów parlamentarnych w 2014. Określana jako formacja socjalliberalna i prorosyjska.

## Historia
Ugrupowanie powstało 23 kwietnia 2010 pod nazwą Wiodąca Siła (ukr. Ведуча Сила), funkcję przewodniczącego objął aktywista komunistyczny z lat 80. Anatolij Kornijenko. Partia nie wykazywała jakiejkolwiek aktywności, w 2014 doszło do przemianowania jej na Blok Opozycyjny.
Wydarzenia Euromajdanu i zmiana władzy na Ukrainie doprowadziły do rozpadu Partii Regionów, która ogłosiła, że formalnie nie weźmie udziału w planowanych na 26 października 2014 wyborach do Rady Najwyższej. Blok Opozycyjny posłużył więc jako ugrupowanie wyborcze dla różnych środowisk powiązanych z regionałami – za jego inicjatora uznano Serhija Lowoczkina, szefa Administracji Prezydenta Ukrainy z czasów Wiktora Janukowycza. Decyzję o wspólnym starcie pod szyldem Bloku Opozycyjnego podjęto 14 września 2014, z porozumienia wycofał się wkrótce Serhij Tihipko, którego Silna Ukraina wystawiła odrębną listę wyborczą.
Listę wyborczą Bloku Opozycyjnego otworzył były minister energetyki Jurij Bojko, za nim znaleźli się były wicepremier Ołeksandr Wiłkuł, były mer Charkowa Mychajło Dobkin oraz przedsiębiorcy Wadym Rabinowycz i Ołeksij Biły. Partia w wyborach otrzymała poparcie na poziomie 9,4% głosów (27 mandatów), wprowadziła też dwóch swoich przedstawicieli w okręgach jednomandatowych.
W 2016 blok powołał formalne kierownictwo – współprzewodniczącymi zostali Jurij Bojko i Borys Kołesnikow. W 2018 doszło do sporu między frakcjami i faktycznego rozłamu w ugrupowaniu. Przed wyborami prezydenckimi zaplanowanymi na 2019 w bloku doszło do rozłamu. Ostatecznie w wyborach parlamentarnych w 2019 środowiska związane z ugrupowaniem zawiązały dwie listy wyborcze. Jedna z nich, wciąż korzystająca z szyldu Blok Opozycyjny, nie przekroczyła wyborczego progu (3,0% głosów), uzyskując natomiast kilka mandatów z okręgów jednomandatowych.
W marcu 2022, w trakcie inwazji Rosji na Ukrainę, działalność ugrupowania z uwagi na jego związki z Rosją została zawieszona. W czerwcu 2022 sąd administracyjny zdelegalizował Blok Opozycyjny; majątek partii został przejęty przez państwo. Od decyzji nie wniesiono odwołania, w związku z czym w lipcu tegoż roku partia formalnie przestała istnieć.